# FC Total Slavík Bakov nad Jizerou
FC Total Slavík Bakov nad Jizerou byl český futsalový klub z Bakova nad Jizerou. Klub byl založen v roce 1981 pod názvem MaSK Bakov nad Jizerou. V roce 1994 se klub přihlásil do svazových soutěží, již pod sponzorským názvem Total Slavík Bakov nad Jizerou. V roce 1995 klub vyhrál suverénním způsobem oblastní soutěž a z kvalifikace v Hlinsku postoupil do 2. celostátní ligy. V sezóně 1997/98 se klubu povedlo postoupit poprvé ve své historii do 1. celostátní ligy. Jediného mistrovského titulu se klub dočkal za dvě sezóny účinkování v nejvyšší soutěži. Klub se zúčastnil v roce 2001 po vítězství v lize neoficiálního Pohárů mistrů evropských zemí. Ve skupině hrané ve španělském Castellónu se klub postupně utkal se španělským a italským mistrem. S domácím mistrem Slavíci prohráli jasným způsobem 1:15, s italským mistrem to už bylo o něco vyrovnanější. Slavíci prohráli 0:4 a umístili se ve skupině na posledním třetím místě.
Po zisku titulu přišel postupný pád z vrchní části tabulky, který se zastavil až sestupem do 2. ligy v sezóně 2005/06. V roce 2009 byl klub přestěhován do Mladé Boleslavi, kde vznikl futsalový oddíl fotbalové Mladé Boleslavi.

## Získané trofeje
- 1. česká futsalová liga ( 2x )
  - 1999/00
- Pohár FAČR ( 1x )
  - 1999

## Vývoj názvů klubu
Zdroj:
- 1981 – MaSK Bakov nad Jizerou
- 1994 – FC Total Slavík Bakov nad Jizerou (Futsal Club Total Slavík Bakov nad Jizerou)

## Umístění v jednotlivých sezonách
Zdroj:
Legenda: Z - zápasy, V - výhry, R - remízy, P - porážky, VG - vstřelené góly, OG - obdržené góly, +/- - rozdíl skóre, B - body, červené podbarvení - sestup, zelené podbarvení - postup, světle fialové podbarvení - přesun do jiné soutěže
| Česko (1994 – 2009) |                                   |        |    |    |   |    |     |     |     |    |       |                            |
| Sezóny              | Liga                              | Úroveň | Z  | V  | R | P  | VG  | OG  | +/- | B  | P. ZČ | Play-off                   |
| 1994/95             | Oblastní liga – sk. Střední Čechy | 3      | 14 | 12 | 0 | 2  | 73  | 30  | +43 | 36 | 1.    | 1. místo (Kval. o 2. ligu) |
| 1995/96             | 2. celostátní liga                | 2      | 30 | 17 | 2 | 11 | 112 | 94  | +18 | 53 | 4.    |                            |
| 1996/97             | 2. celostátní liga                | 2      | 30 | 20 | 5 | 5  | 166 | 77  | +89 | 65 | 1.    |                            |
| 1997/98             | 1. celostátní liga                | 1      | 30 | 12 | 6 | 12 | 108 | 110 | -2  | 42 | 8.    |                            |
| 1998/99             | 1. celostátní liga                | 1      | 30 | 13 | 7 | 10 | 127 | 105 | +22 | 46 | 7.    |                            |
| 1999/00             | 1. celostátní liga                | 1      | 26 | 15 | 4 | 7  | 140 | 94  | +46 | 49 | 5.    | Vítěz                      |
| 2000/01             | 1. celostátní liga                | 1      | 26 | 19 | 1 | 6  | 119 | 81  | +38 | 58 | 2.    | Finále                     |
| 2001/02             | 1. celostátní liga                | 1      | 26 | 15 | 4 | 7  | 92  | 67  | +25 | 49 | 4.    | Semifinále                 |
| 2002/03             | 1. celostátní liga                | 1      | 22 | 11 | 6 | 5  | 102 | 88  | +14 | 39 | 3.    | Čtvrtfinále                |
| 2003/04             | 1. celostátní liga                | 1      | 22 | 11 | 7 | 4  | 94  | 64  | +30 | 40 | 4.    | Semifinále                 |
| 2004/05             | 1. celostátní liga                | 1      | 22 | 11 | 1 | 10 | 90  | 97  | -7  | 34 | 6.    | Čtvrtfinále                |
| 2005/06             | 1. celostátní liga                | 1      | 22 | 5  | 5 | 12 | 72  | 91  | -19 | 20 | 11.   |                            |
| 2006/07             | 2. liga – sk. Západ               | 2      | 22 | 9  | 1 | 12 | 85  | 99  | -14 | 28 | 8.    |                            |
| 2007/08             | 2. liga – sk. Západ               | 2      | 22 | 7  | 2 | 13 | 89  | 89  | 0   | 23 | 8.    |                            |
| 2008/09             | 2. liga – sk. Západ               | 2      | 22 | 10 | 1 | 11 | 91  | 118 | -27 | 31 | 7.    |                            |

## Účast v evropských pohárech
| Ročník | Soutěž                       | Kolo                   | Klub                   | Výsledek |
| ------ | ---------------------------- | ---------------------- | ---------------------- | -------- |
| 2001   | Pohár mistrů evropských zemí | Základní skupina sk. A | Playas de Castellón FS | 1:15     |
| 2001   | Pohár mistrů evropských zemí | Základní skupina sk. A | AS Genzano Calcio      | 0:4      |